# Chilpancingo de los Bravo

Chilpancingo de los Bravo (i vardagstal Chilpancingo) är en stad i södra Mexiko och är den administrativa huvudorten för delstaten Guerrero. Staden har 171 392 invånare (2007), med totalt 220 370 invånare (2007) i hela kommunen på en yta av 2 338 km². Namnet kommer från nahuatl och har två etymologiska förklaringar: antingen från chilapan och betyder då "lilla getingplatsen" eller från chilli-pan och skulle då betyda "röda flaggornas plats", med syfte på en medicinalväxt.
Chilpancingo är en centralort under Mexikanska frihetskriget och här samlas första kongressen för att utropa Mexiko som fri stat.
Orten ligger längs motorvägen Mexico City-Acapulco kallad Autopista del Sol